# Stella: Víctima i culpable
Stella: Víctima i culpable (títol original en alemany, Stella. Ein Leben; títol internacional: Stella. A Life) és un llargmetratge alemany dirigit per Kilian Riedhof. El drama històric es basa en la història de vida de Stella Goldschlag (1922-1994), una jueva alemanya que va treballar com a informant de la Gestapo durant la Segona Guerra Mundial i va localitzar jueus amagats. Paula Beer va assumir el paper principal. S'ha doblat i subtitulat al català.
L'estrena va ser el setembre de 2023 al Festival de Cinema de Zúric.